# Pentti Eskola
Pentti Eskola   (Vesilahti, 16 de juliol de 1938) és un atleta finlandès, especialista en el salt de llargada, que va competir durant la dècada de 1960.
El 1964 va prendre part en els Jocs Olímpics d'Estiu de Tòquio, on quedà eliminat en sèries en la prova del salt de llargada del programa d'atletisme.
En el seu palmarès destaca una medalla de bronze en la prova del salt de llargada del Campionat d'Europa d'atletisme de 1962, rere Íhor Ter-Ovanessian i Rainer Stenius. El 1963 va guanyar el campionat nòrdic i el campionat finlandès a l'aire lliure. El 1966 el guanyà en pista coberta. Va batre el rècord nacional del salt de llargada en cinc ocasions, fins a situar-lo en 8,04 metres (4 de juliol de 1963), sent el primer saltador finlandès en superar els 8 metres.

## Millors marques
- Salt de llargada. 8.04 metres (1963)[8]